# Rochelle Hudson

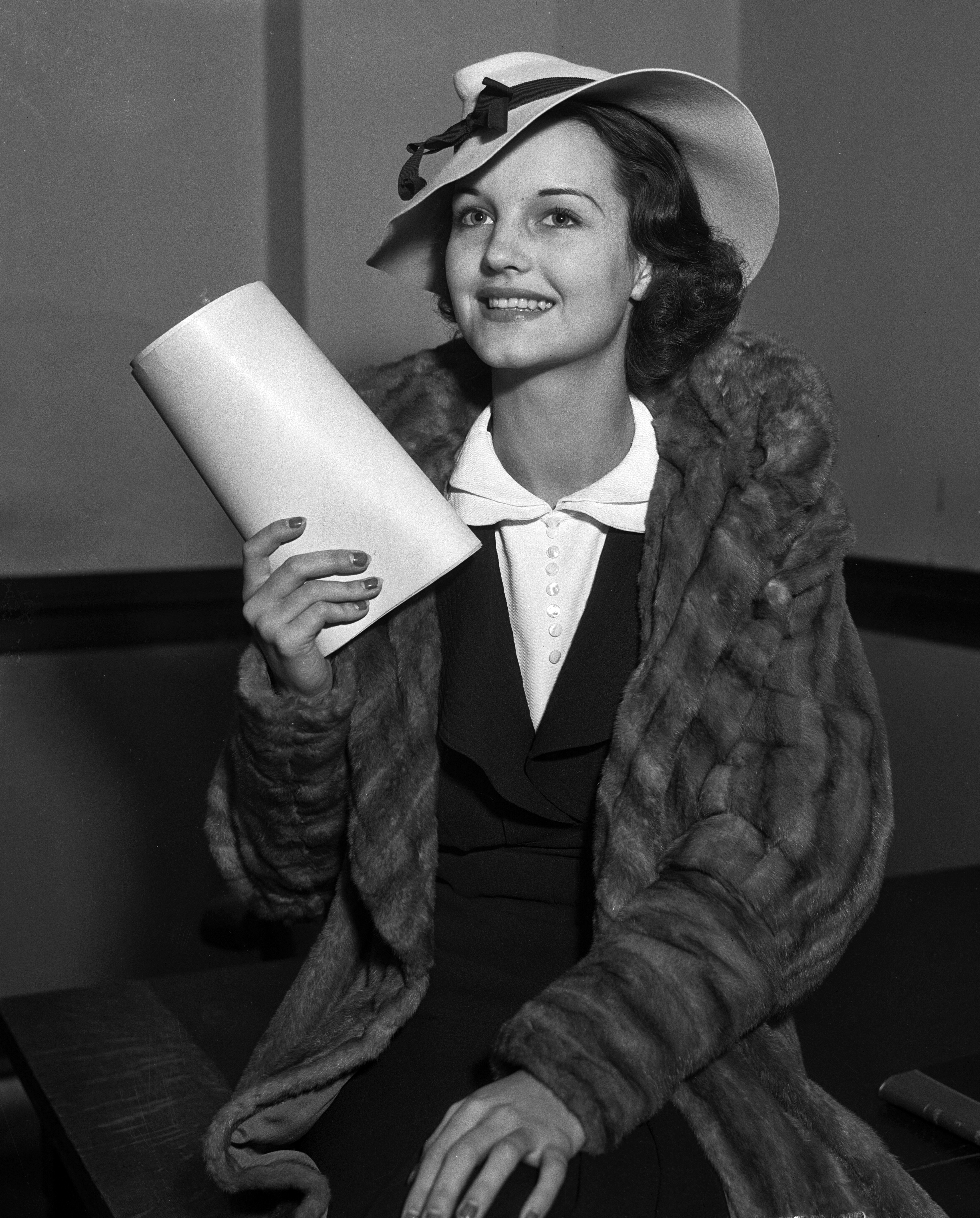
Rochelle Hudson (1935)

Rochelle Elizabeth Hudson (* 6. März 1916 in Oklahoma City, Oklahoma; † 17. Januar 1972 in Palm Desert, Kalifornien) war eine US-amerikanische Schauspielerin. Zwischen 1930 und 1967 hatte sie über 110 Film- und Fernsehauftritte.

## Leben und Karriere
Bereits als Kind wurde Rochelle Hudson von ihrer Mutter zu einer Schauspielkarriere angetrieben. Auf der Familienseite ihres Vaters war sie eine direkte Nachfahrin von Henry Hudson. Mit 14 Jahren begann sie als Filmschauspielerin bei Studios wie den Fox Studios oder RKO Pictures zu arbeiten. Eigentlich im Jahr 1916 geboren, gab ihr Filmstudio sie öffentlich als zwei Jahre älter aus, damit sie schon in ihren frühen Filmen als von Männern umworbene Leading Lady auftreten konnte. Schon 1931 wurde sie unter die WAMPAS Baby Stars gewählt, eine Auszeichnung für jüngere Schauspielerinnen, die nach Ansicht eines Verbandes von Zeitungskolumnisten das Potenzial zum Star hätten. Meist wurde sie in den 1930er-Jahren als liebliches „Girl Next Door“ besetzt, auch wenn sie gelegentlich Chancen zu anderen Rollen hatte.

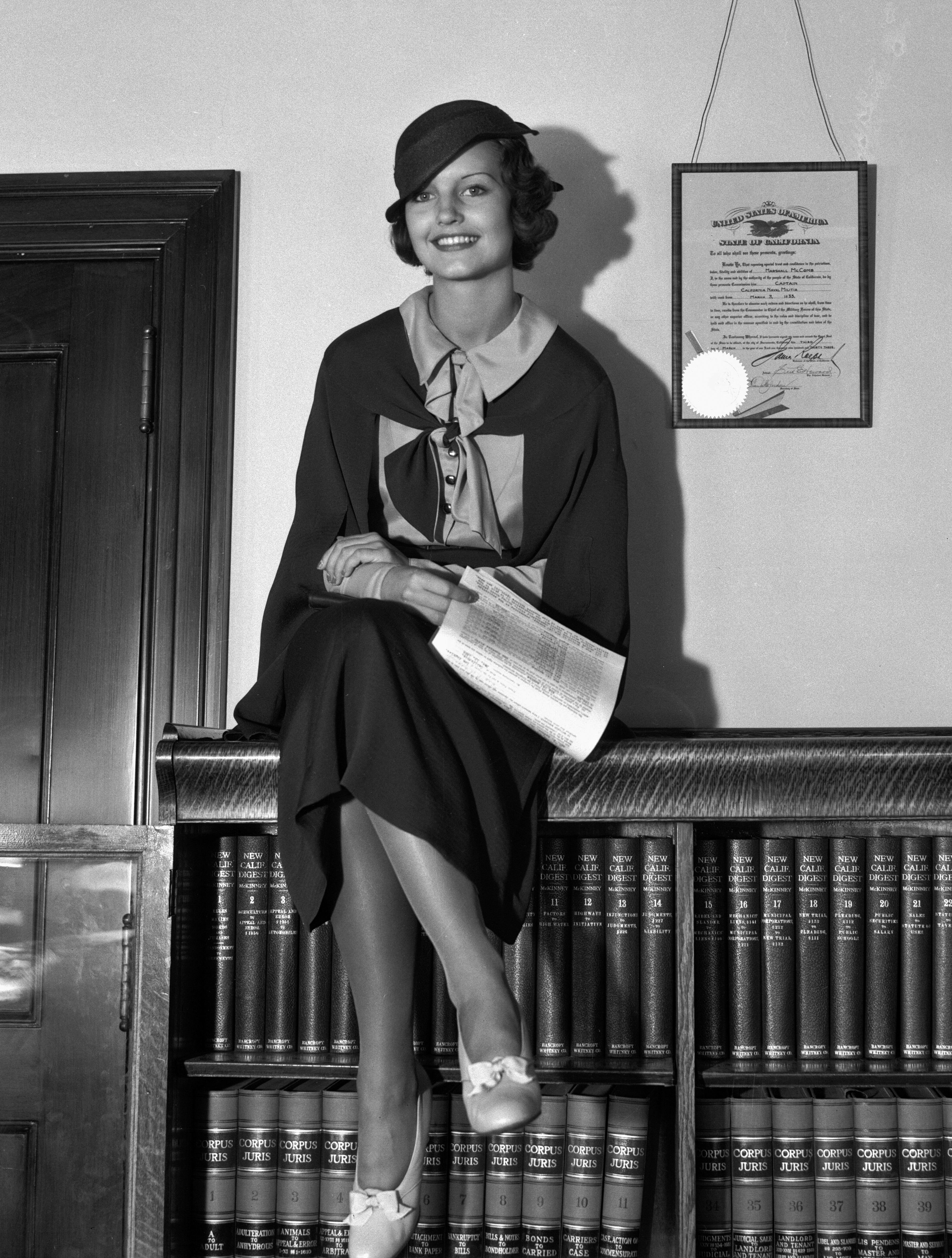
Rochelle Hudson (1933)

Dem Publikum wurde Hudson in den folgenden Jahren durch Auftritte in Filmen wie William A. Wellmans Jugenddrama Wild Boys of the Road (1933) oder als ältere Schwester von Shirley Temple in Curly Top (1935) bekannt. 1934 hatte Hudson eine anspruchsvollere Rolle als Tochter von Claudette Colberts Hauptfigur im Drama Frauen am Scheidewege. Im folgenden Jahr spielte sie die Rolle der Cosette in Richard Boleslawskis aufwendiger Literaturverfilmung Die Elenden nach dem gleichnamigen Roman von Victor Hugo. 1936 verkörperte sie die Titelrolle in der Komödie Poppy neben Starkomiker W. C. Fields. Den Durchbruch zum großen Hollywood-Star schaffte sie dennoch nicht und schon Ende der 1930er-Jahre versank ihre Karriere zusehends in wenig bedeutsamen B-Filmen. 
1942 verließ Hudson Hollywood und arbeitete mit ihrem damaligen Ehemann, dem Offizier Hal Thompson, zeitweise als Spionin in Mexiko während des Zweiten Weltkrieges. Als Ehepaar unter falschem Namen entdeckten sie ein geheimes Gaslager der Nationalsozialisten in Baja California.
Ab Ende der 1940er-Jahre kehrte sie als Darstellerin von Nebenrollen in das Filmgeschäft zurück. Einen ihrer bekanntesten späten Filmauftritte übernahm sie 1955 als Mutter von Natalie Woods Figur im Filmklassiker … denn sie wissen nicht, was sie tun unter der Regie von Nicholas Ray. Bis 1967 trat sie in unregelmäßigen Abständen immer wieder in Filmen und Fernsehserien auf, darunter neben Joan Crawford in Die Zwangsjacke aus dem Jahr 1964. In ihren letzten Jahren arbeitete sie erfolgreich als Immobilienmaklerin, ehe sie unerwartet im Januar 1972 mit nur 55 Jahren einem Herzinfarkt erlag. Sie war viermal verheiratet, alle Ehen wurden geschieden. Bei Hudsons Tod war ihre Mutter die einzige engere Verwandte, die noch lebte.
Rochelle Hudson besitzt einen Stern auf dem Hollywood Walk of Fame.

## Filmografie (Auswahl)
- 1930: Treiben in der Badewanne (Sinkin’ in the Bathtub)
- 1932: The Savage Girl
- 1932: Hell’s Highway
- 1933: Sie tat ihm unrecht (She Done Him Wrong)
- 1933: Kinder auf den Straßen (Wild Boys of the Road)
- 1933: Dr. Bull (Doctor Bull)
- 1934: Frauen am Scheidewege (Imitation of Life)
- 1934: Zirkus Barnum (The Mighty Barnum)
- 1934: Judge Priest
- 1935: Die Elenden (Les Misérables)
- 1935: Lockenköpfchen (Curly Top)
- 1935: Zeig’ kein Erbarmen! (Show Them No Mercy!)
- 1936: Poppy
- 1938: Storm Over Bengal
- 1938: Mr. Moto und der Dschungelprinz (Mr. Moto Takes a Chance)
- 1940: Convicted Woman
- 1942: Queen of Broadway
- 1948: Devil’s Cargo
- 1955: … denn sie wissen nicht, was sie tun (Rebel Without a Cause)
- 1961: 77 Sunset Strip (Fernsehserie, Folge The Legend of Leckonby)
- 1964: Er kam nur nachts (The Night Walker)
- 1964: Die Zwangsjacke (Strait Jacket)
- 1967: Galerie des Grauens (Gallery of Horror)